# إل جي إم-35 سنتينل
يُعد إل جي إم-35 سنتينل، المعروف أيضًا باسم الرادع الاستراتيجي الأرضي GBSD، نظامًا صاروخيًا باليستيًّا عابرًا للقارات، قيد التطوير للقوات الجوية الأمريكية. ومن المقرر أن يحل هذا النظام محل جميع صواريخ مينتمان 3 البالغ عددها 450 صاروخًا بدءًا من عام 2029، ومن المتوقع أن يستمر في الخدمة حتى عام 2075. نُشرت صواريخ مينتمان 3 حاليًا في داكوتا الشمالية، ووايومنج، ومونتانا، ونبراسكا.
في عام 2020، منحت وزارة القوات الجوية شركة نورثروب جرومان عقدًا لمورد واحد لتطوير صاروخ سنتينل بعد انسحاب شركة بوينج من عملية تقديم العطاءات. يشمل المقاولين من الباطن شركة لوكهيد مارتن، وجنرال ديناميكس، وبكتل، وهانيويل، وإيروجيت روكيتداين، وبارسونز، وتيكسترون، وغيرها.
في 19 يناير 2024، أعلنت القوات الجوية أن تكاليف البرنامج قد ارتفعت إلى أكثر من 125 مليار دولار، وهو ما يتجاوز تجاوزًا كبيرًا التقدير الأولي البالغ 77.7 مليار دولار، وأن النشر سيتأخر لمدة عامين. صُنف تجاوز التكلفة والجدول الزمني على أنه "حرج"، مما أدى إلى إجراء مراجعة نان-ماكوردي. وبموجب قانون نان-مكوردي، يفترض إنهاء البرامج التي وصلت إلى حالة حرجة ما لم تشهد وزارة الدفاع بأنها أساسية للأمن القومي ولا توجد بدائل أقل تكلفة. وقد تقرر أن برنامج سنتينل يلبي هذه المعايير، مما يسمح باستمراره، ومع ذلك أعطيت توجيهات للقوات الجوية لتنفيذ ضوابط التكلفة. وتضمنت المراجعة، التي صدرت في 8 يوليو 2024، تقديرًا منقحًا للتكلفة، مما يضع إجمالي تكاليف الاستحواذ عند 140.9 مليار دولار.
تخطط القوات الجوية لشراء 634 صاروخا من طراز سنتينال، إلى جانب 25 صاروخًا إضافيًّا للتطوير والاختبار، لدعم نشر 400 صاروخ تشغيلي. ويتضمن البرنامج أيضًا تحديث 450 صومعة وأكثر من 600 منشأة على مساحة تبلغ حوالي 40,000 ميل مربع (100,000 كـم2). إلا أنه قد تقرر لاحقًا أن صوامع مينتمان الموجودة لا يمكن تكييفها لتناسب سينتينل، مما يتطلب بناء صوامع جديدة بتكلفة إضافية كبيرة غير محسوبة في تكاليف الاستحواذ السابقة.

## التسمية
وفقًا لموقع القوات الجوية الأمريكية، يشير الحرف L في LGM إلى تسمية وزارة الدفاع للصواريخ المطلقة من الصوامع؛ ويعني الحرف G الهجوم السطحي؛ ويشير الحرف "M" إلى الصواريخ الموجهة.

## التاريخ
في عام 2010، أبلغ تحالف الصواريخ الباليستية العابرة للقارات، وهو ائتلاف يضم مشرعين من الولايات التي تمتلك صواريخ نووية، الرئيس أوباما أنهم لن يدعموا التصديق على معاهدة ستارت الجديدة مع روسيا ما لم يوافق أوباما على تجديد الثالوث النووي الأميركي: الأسلحة النووية التي يمكن إطلاقها من البر والبحر والجو. وفي بيان مكتوب، وافق الرئيس أوباما على "تحديث أو استبدال" جميع الأرجل الثلاثة للثالوث.
في يوليو 2016، قدم مركز الأسلحة النووية التابع للقوات الجوية الأمريكية طلب تقديم عروض لتطوير وصيانة صاروخ باليستي عابر للقارات نووي من الجيل التالي. من المقرر أن يحل GBSD محل مينتمان 3، الذي نُشر أول مرة في عام 1970، في الجزء الأرضي من الثالوث النووي الأمريكي. ومن المتوقع أن تبلغ تكلفة الصواريخ الجديدة، التي سيتم إطلاقها على مراحل خلال أكثر من عقد من الزمان اعتبارًا من أواخر عشرينيات القرن الحادي والعشرين، على مدى دورة حياة مدتها خمسون عامًا حوالي 264 مليار دولار. تنافست شركة بوينج وشركة نورثروب جرومان على العقد.
في أغسطس 2017، منحت القوات الجوية عقود تطوير مدتها ثلاث سنوات لشركة بوينج ونورثروب جرومان بقيمة 349 مليون دولار و329 مليون دولار على التوالي. وكان من المقرر اختيار إحدى هذه الشركات لإنتاج صاروخ باليستي عابر للقارات نووي أرضي في عام 2020. كان من المتوقع في البداية أن يدخل برنامج GBSD الخدمة في عام 2029 وأن يظل نشطًا حتى عام 2075 على الأقل.
في 25 يوليو 2019، أعلنت شركة بوينج أنها لن تقدم عرضًا للبرنامج، مشيرة إلى استحواذ نورثروب مؤخرًا على شركة Orbital ATK (التي أصبحت الآن Northrop Grumman Innovation Systems)، وهي المورد لشركة بوينج لمحركات الصواريخ الصلبة. وقعت شركة نورثروب اتفاقية لحماية بيانات بوينج الملكية بعد الاستحواذ على شركة أوربيتال إيه تي كيه. أوقفت القوات الجوية بعد ذلك تمويل مشروع بوينج، تاركة شركة نورثروب جرومان لتصبح مقدم العرض الوحيد للعقد بحلول أكتوبر 2019.
في ديسمبر 2019، أُعلن أن شركة نورثروب جرومان فازت بالمنافسة لبناء الصاروخ الباليستي العابر للقارات المستقبلي. فازت شركة نورثروب تلقائيًّا، حيث كان عرضها هو العرض الوحيد المتبقي الذي نُظر فيه لبرنامج GBSD. صرحت القوات الجوية بأنها سوف "تمضي قدمًا في مفاوضات عدوانية وفعالة مع مصدر واحد" في إشارة إلى عرض نورثروب.
في 8 سبتمبر 2020، منحت وزارة القوات الجوية شركة نورثروب جرومان عقدًا بقيمة 13.3 مليار دولار لتطوير الصاروخ الباليستي العابر للقارات GBSD. سجري العمل على صواريخ GBSD في روي وبرومونتوري، يوتا؛ هنتسفيل ومونتجومري، ألاباما؛ كولورادو سبرينجز، كولورادو؛ بيلفيو، نبراسكا ؛ سان دييجو وودلاند هيلز، كاليفورنيا؛ قاعدة فاندنبرج الفضائية، كاليفورنيا؛ تشاندلر، أريزونا ؛ أنابوليس جانكشن، ماريلاند؛ ومواقع أخرى.
في أبريل 2022، أُعلن عن التسمية الرسمية لـ GBSD: LGM-35A Sentinel. في أبريل 2023، بدأت القوات الجوية الأمريكية رسميًّا في البحث عن معلومات البائعين تمهيدًا لإصدار طلب تقديم عروض (RFP) لمركبة إعادة الدخول من الجيل التالي (NGRV).

### التأخيرات والتكاليف الزائدة
في 19 يناير 2024، أعلنت القوات الجوية الأمريكية أن برنامج LGM-35A Sentinel سيتجاوز تقدير ميزانيته الأصلية البالغة 95.3 مليار دولار بنسبة 37٪ على الأقل، مما يدفع التكلفة الإجمالية إلى أكثر من 125 مليار دولار، وسيتأخر دخول الخدمة لمدة عامين. وقد رُفع هذا التقدير إلى 140.9 مليار دولار في يوليو 2024 بعد مراجعة نان-ماكوردي. ارتفعت تكلفة الاستحواذ على وحدة البرنامج (PAUC) من ما يقدر بنحو 118 مليون دولار لكل صاروخ في عام 2020 إلى ما يقرب من 162 مليون دولار اعتبارًا من ديسمبر 2023. ويرجع هذا الارتفاع في المقام الأول إلى ارتفاع تكاليف أنظمة القيادة والتحكم والبنية الأساسية لصوامع الصواريخ.
أوضح وزير القوات الجوية فرانك كيندال، في حديثه أمام مركز أبحاث بواشنطن العاصمة في نوفمبر 2023، أن البرنامج واجه "مجهولات" وكان من المقرر إعادة تقييمه. وأشار إلى أنه "مع تعمقنا في البرنامج، وفهمنا العميق لما سيتوجب علينا فعله، سنكتشف بعض الأمور التي ستكلفنا مبالغ طائلة. لا شك في ذلك."